# ÖrABw
Die ÖrABw ist eine Öffentlich-rechtliche Aufsicht der Bundeswehr über bestimmte Bereiche. ÖrABw steht für die Öffentlich-rechtliche Aufsicht für Arbeitssicherheit und Technischen Umweltschutz der Bundeswehr und bei den Gaststreitkräften. Die Bundeswehr (Bw) ist als Teil der vollziehenden Gewalt an Recht und Gesetz gebunden. Bundesgesetze werden im Regelfall von den Bundesländern vollzogen, denen damit die einschlägige Rechtsaufsicht, die Gewährung von gesetzlich vorgesehenen Ausnahmen und Genehmigungen sowie die Erteilung von Sanktionen obliegen. Für den Bereich der Bundeswehr übertragen aber zahlreiche Bundesgesetze und Verordnungen diese Kompetenzen abweichend dem Bundesministerium der Verteidigung (BMVg) oder den von ihm bestimmten Stellen.
Beim personellen und technischen Arbeitsschutz sowie beim Technischen Umweltschutz übt die ÖrABw die staatliche Rechtsaufsicht aus. Eingerichtet mittels Staatssekretär-Erlass im Jahr 1965, kann die bundeswehreigene Stelle auf eine lange Erfahrung zurückblicken.
- Die ÖrABw nimmt im Geschäftsbereich des BMVg die im zivilen Bereich den staatlichen Arbeitsschutz- und Umweltschutzbehörden sowie der gesetzlichen Unfallversicherung obliegenden Aufgaben wahr, ferner
- bei Arbeitsschutz und Prävention in Ausführung des Arbeitsschutzgesetzes, des Sozialgesetzbuchs VII, des Chemikaliengesetzes und des Medizinproduktegesetzes,
- beim Strahlenschutz in Ausführung des Atomgesetzes und Strahlenschutzgesetzes,
- beim Technischen Umweltschutz (Immissionsschutz und Klimaschutz) in Ausführung des Bundes-Immissionsschutzgesetzes sowie der Chemikalien-Klimaschutzverordnung und Chemikalien-Ozonschichtverordnung.
- Es ist dem BMVg vorbehalten, bestimmte aus dem Seeaufgabengesetz erwachsende Aufgaben der Schiffssicherheit und des maritimen Umweltschutzes im Rahmen der Selbstbindung und in Verantwortung für die Beschäftigten und die Umwelt selbst zu regeln und die Aufgabenerfüllung zu überwachen. Grundlage für dieses weitere Handlungsfeld der ÖrABw bildet, neben dem Arbeitsschutzgesetz, die Zentrale Dienstvorschrift A-2016/1 „Schiffssicherheit auf Wasserfahrzeugen der Bundeswehr“.

Aufgrund der ihr zugewiesenen Kompetenzen übt die ÖrABw in den unterschiedlichen Fachgebieten die staatliche Aufsicht eigenverantwortlich aus und betreibt Präventionsarbeit.
Die ÖrABw ist somit als benannte Stelle eine Aufsichtsbehörde und nimmt innerhalb der Bundeswehr die Aufgaben im Fachgebiet Arbeitsschutz wahr, die üblicherweise von den zuständigen Behörden der Länder, das waren in der Vergangenheit die Gewerbeaufsichtsämter, oder vom Präventionsdienst der Unfallversicherungsträger wahrgenommen werden.

## Aufgaben
Die ÖrABw
- überwacht die Einhaltung der staatlichen Schutzvorschriften durch regelmäßige Betriebsbesichtigungen,
- begleitet Baumaßnahmen für die Bundeswehr oder die NATO-Partner durch fachliche Stellungnahmen,
- genehmigt die durch die Fernleitungs-Betriebsgesellschaft betriebenen Treibstoffleitungen des Central Europe Pipeline System. Über diese Leitungen wird u. a. der Flughafen Frankfurt mit Kerosin versorgt.
- fungiert im Rahmen des Bundes-Immissionsschutzgesetzes als Aufsichtsbehörde über die der Landesverteidigung dienenden Anlagen in militärischen Sicherheitsbereichen. Nachbarschaftsbeschwerden wird nachgegangen.

Neben der Wahrnehmung dieser Kernaufgaben führt die ÖrABw auch Unfalluntersuchungen durch. Aufgrund der zugewiesenen Befugnisse bearbeitet sie die in den Rechtsgebieten jeweils vorgesehenen Anträge als „zuständige Behörde“, erteilt Zustimmungen, Genehmigungen oder Erlaubnisse und lässt Ausnahmen bzw. Abweichungen zu. Zudem berät die ÖrABw die Dienststellen vor Ort, schriftlich oder fernmündlich. 
Zum Schutz der Bundeswehrangehörigen und zur Herstellung eines rechtskonformen Betriebs nutzt sie, abhängig von der Schwere festgestellter Defizite, die Instrumente der Anhörung und der behördlichen Anordnung. Erforderlichenfalls und nach Ausschöpfung aller Mittel, wie z. B. Beratungen zur Abhilfe, kann die ÖrABw weitergehende Maßnahmen bis hin zur Stilllegung von Anlagen und der Einstellung des Betriebs ergreifen. Sie führt Messungen, Prüfungen und Untersuchungen zur Bewertung von für Beschäftigte und Umwelt unter Umständen bestehenden Gefährdungen durch.

## Organisation
Im Rahmen der Eigenvollzugskompetenz erfolgt die Überwachung und der Vollzug der Vorschriften im personellen und technischen Arbeitsschutz und des Umweltschutzes unter der Fachaufsicht des Referates IUD II 5 (Naturschutz, Ökologie, Umweltmanagement, Nachhaltige Entwicklung, öffentlich-rechtliche Aufsicht Bundeswehr/Gaststreitkräfte) des BMVg und unter fachlichen Steuerung des Leiters der ÖrABw im Referat GS IV 1 im Bundesamt für Infrastruktur, Umweltschutz und Dienstleistungen der Bundeswehr (BAIUDBw). 
Die praktische Durchführung erfolgt durch regionale Aufsichtsstellen bei den sieben Kompetenzzentren Baumanagement, dort Referat K 5. Die K 5 Referate arbeiten grundsätzlich weisungsfrei.
Zu den einschlägigen Dienstvorschriften gehören:
- ZDv A-2010/1 „Arbeitsschutz und Prävention“
- A1-2014/0-6000 „Lärmschutz“ (ehemals ZDv 44/3)